# واتوراکومبورا
واتوراکومبورا (به لاتین: Waturakumbura) یک منطقهٔ مسکونی در سری‌لانکا است که در استان مرکزی (سری‌لانکا) واقع شده‌است.